# Horace et Tina
 (juin 2016).
Si vous disposez d'ouvrages ou d'articles de référence ou si vous connaissez des sites web de qualité traitant du thème abordé ici, merci de compléter l'article en donnant les références utiles à sa vérifiabilité et en les liant à la section « Notes et références ».
Horace et Tina est une série télévisée australienne en 26 épisodes de 25 minutes produite par Jonathan M. Shiff et diffusée à partir du 4 mai 2001 sur Network Ten.
En France, elle a été diffusée sur Eurêka !.

## Synopsis
Horace et Tina raconte l'histoire d'une jeune adolescente, Lauren Parker. Elle découvre Tina et son frère Horace, deux elfes qu'elle est la seule à pouvoir voir. Elle doit garder leur existence secrète.

## Animation
La série combine des personnages en animatronique (Horace et Tina) et des prises de vues réelles.

## Distribution
- Frank Gallacher : la voix d'Horace
- Jackie Kelleher : la voix de Tina
- Jasmine Ellis : Lauren Parker
- Jordan White : Max Tate
- Carolyn Bock : Kimberly Tate
- Matt Parkinson (en) : Steve Tate
- David Sacher : Lachlan Watson
- Carl Lennie : TJ Knox
- Hannah Greenwood (en) : Annabel Delaney
- Terry Norris : Ern Watson